# Luca Vannini
Luca Vannini (Roma, Italia, 24 de noviembre de 1961-22 de mayo de 2024) es un historietista italiano.

## Biografía
A mediados de los años 1980 empezó a trabajar para la revista Skorpio de la editorial Eura. Dibujó Erotico y K para Granata press, colaboró con las revistas Profondo Rosso, Blob y Nero e ilustró la historieta BilliBand de Giuseppe De Nardo, publicada inicialmente en la revista L'intrepido de la editorial Universo.
Posteriormente, empezó a colaborar con la editorial Bonelli, dibujando un álbum especial de Ken Parker editado en 1998, tres números de Julia, incluso el primero (1998-2000), y una historia breve de Tex (2015). En 2001 creó, como guionista y dibujante, Tu che m'hai preso il cuor, una historieta ambientada en México y editada por la Montego.